# ホラシノブ
ホラシノブ(烏韭)は、山野に普通に見られるシダ植物のひとつで、細かく裂けた葉先が丸いのが特徴である。

## 特徴
ホラシノブ(Sphenomeris chinensis (L.) Maxon)は、シダ植物門ホングウシダ科ホラシノブ属の常緑性多年草である。さまざまな場所に見られ、形態には変化も多いが、細かく分かれた枝に丸っこい葉がつくのがなかなか美しい。
根茎は短く匍匐し、褐色の鱗片がついている。葉は比較的集まってつく。葉は大きいものでは60cmになるが、10cmそこそこでも胞子をつけている例もある。葉の長さの半分足らずが葉柄になっている。葉柄は緑で、基部は褐色を帯び、まばらに鱗片がある。葉はやや厚みがあって革質、表面は滑らかでつやはあまりない。黄緑っぽい色が普通で、赤みを帯びることもあり、特に冬には紅葉するのも見られる。葉身は概形としてはやや楕円形を帯びた披針形で、3-4回羽状複葉をする。根元側から1-2対の羽片はやや短く、その次辺りが一番長くなっている。
裂片は基本的には丸みを帯びた三角だが、やや羽状に裂けるのも見られる。胞子嚢群は裂片の先端側の縁に沿って横長になっており、先端側に口が開いている。

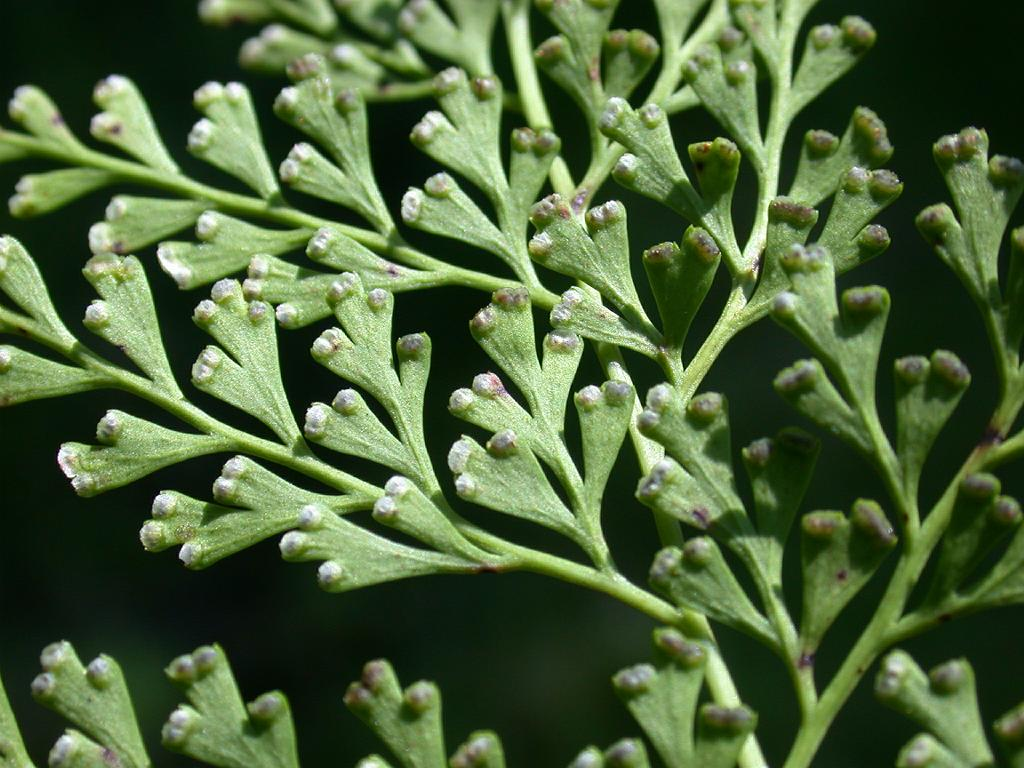
葉の裏面

## 生育環境
山野に普通で、林縁のやや湿った傾斜地や岩の上、山間部では人家の石垣などにも見かける。かなり日向の乾燥した場所でも見かけることがある。それによって形態の変化も多く、乾燥した場所ではごく小型のままで生育しているのを見る。名前は洞忍の意味で、シノブに似ていて洞に生えるという意味であるらしい。洞が洞窟のことだとすれば、あまり似つかわしいとは思えない。
日本では本州の東北南部以南、四国、九州、琉球諸島、小笠原諸島に広く分布し、国外では西はアフリカから東はポリネシアにわたって、熱帯域まで広い分布をもつ。

## 近似種など
ホラシノブ属には世界の熱帯から亜熱帯に十数種があるとされている。日本では本種が最も普通であるが、以下のような種も知られる。
- ハマホラシノブ S. biflora (Kauf.) Tagawa

本州中部以南の海岸近くの日向の岩の上などにはえる。やや葉が厚く、最下の羽片が短くないほか、鱗片の形などにも差がある。
- ヒメホラシノブ S. gracillis (Tagawa) Kurata
- コビトホラシノブ S. minutula Kurata

いずれも小型種で、ヒメホラシノブは八重山に、コビトホラシノブは奄美大島にそれぞれ固有。
他に、コバノヒノキシダなど葉の細かく裂けるシダは似て見える。とくに比較的道端で同じように見かけるものにタチシノブがあるが、これは裂片が細いので区別できる。